# Tiberius Claudius Nero (Legat)
Tiberius Claudius Nero war ein in der ersten Hälfte des 1. Jahrhunderts v. Chr. lebender, dem Geschlecht der Claudier entstammender römischer Politiker.

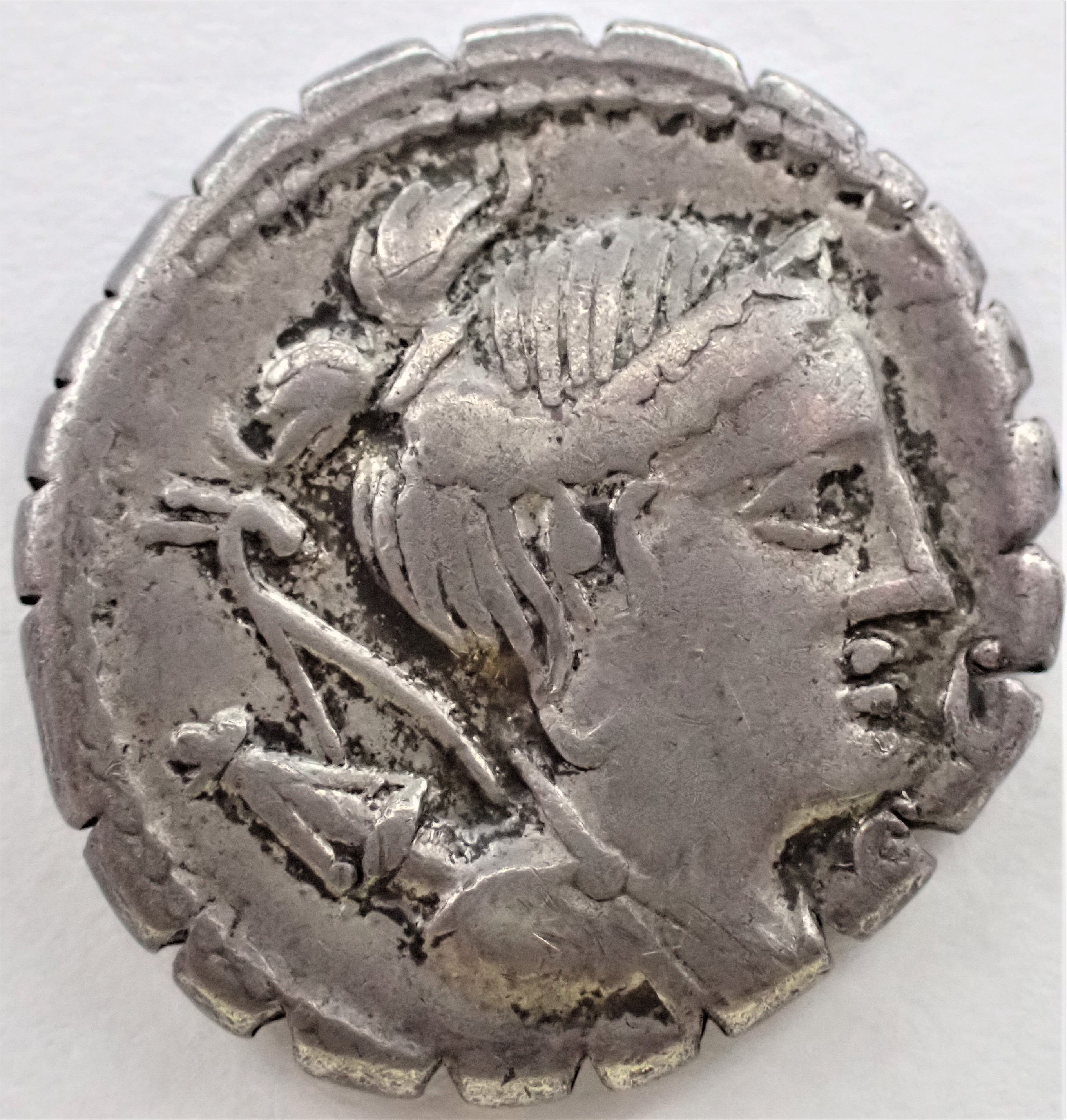
Denar des Tiberius Claudius Nero, Avers, Albert 1278

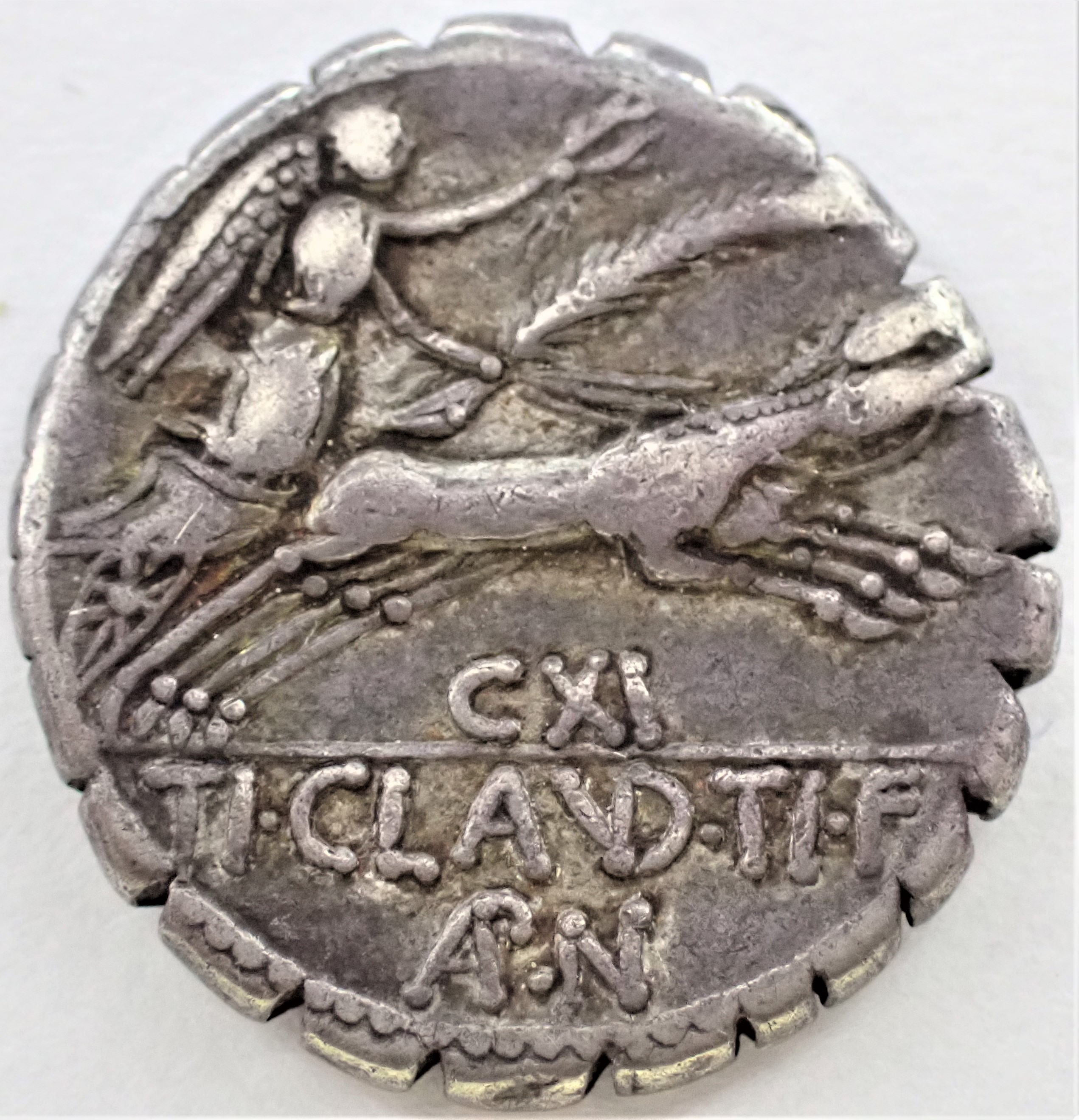
Denar des Tiberius Claudius Nero, Revers, Albert 1278

## Leben
Über das Leben des Tiberius Claudius Nero ist wenig bekannt. Sein Vater führte ebenfalls das Pränomen Tiberius und sein Großvater das Pränomen Appius.
Um 79 v. Chr. amtierte Tiberius Claudius Nero als Münzmeister. In seinem Namen wurde ein Denar geprägt, der auf dem Avers eine Dianabüste und auf dem Revers die Victoria in einer Biga zeigt. 67 v. Chr. schritt Gnaeus Pompeius Magnus energisch kriegerisch gegen die Gefahr der Seeräuber ein. Dabei war Nero einer seiner Legaten und überwachte die Straße von Gibraltar. In einem unbekannten Jahr vor 63 v. Chr., vielleicht schon vor 67 v. Chr., war er Prätor. Als 63 v. Chr. über das Schicksal der gefangenen Catilinarier diskutiert wurde, plädierte Nero dafür, sie solange einzusperren, bis die Verschwörung vollständig unterdrückt und ihr ganzes Ausmaß bekannt sei.